# Zelandotipula yungasicola
Zelandotipula yungasicola is een tweevleugelige uit de familie langpootmuggen (Tipulidae). De soort komt voor in het Neotropisch gebied.